# Franz Lehár
Franz Lehár (født 30. april 1870, død 24. oktober 1948) var en østrig-ungarsk komponist.
Lehár var den førende operettekomponist i det 20. århundrede. Han var i stand til at skrive underholdningsmusik af en usædvanlig høj kvalitet. Samtidig havde han en særlig evne til at tale til menneskers hjerter med sin musik. Særligt afholdt blandt hans værker er valsen fra "Den glade enke" (1905), Vilja-sangen fra "Den glade enke" (1905) samt valsen "Guld og sølv" (1899).
Lehár er mest kendt for sine operetter. Af samme grund blev han kaldt "operettekongen".

## Operetter
- Den glade enke (1905)
- Greven af Luxembourg (1909)
- Zigeunerliebe (1910)
- Frasquita (1922)
- Paganini (1925)
- Zarewitsch (1927)
- Smilets land (1929)
- Giuditta (1934)